# Gelu Voican Voiculescu
Gelu Voican Voiculescu (Bucarest, 8 febbraio 1941) è un politico e geologo rumeno.
Più volte inquisito da parte della polizia politica del dittatore Nicolae Ceaușescu durante il regime comunista romeno, fu sottoposto ad arresto in tre occasioni (1970, 1977 e 1985). Supportò attivamente, quindi, la rivoluzione romena del 1989 e prese parte al processo che portò all'esecuzione capitale dei coniugi Ceaușescu.
Membro dell'organo legislativo provvisorio, il Consiglio del Fronte di Salvezza Nazionale (CFSN) di Ion Iliescu, fu vice primo ministro di Petre Roman nel primo governo provvisorio postrivoluzionario (1989-1990) ed entrò nella formazione politica fondata da Iliescu, il Fronte di Salvezza Nazionale (FSN). In qualità di capo dell'ex dipartimento di sicurezza dello stato, fu incaricato di riformare il sistema dei servizi segreti in Romania. Il suo lavoro condusse alla nascita sel SIE, del DIPI e del SRI. In occasione delle elezioni del maggio 1990 ottenne un mandato di senatore, che mantenne fino al 1992.
Fu, quindi, ambasciatore per la Romania in Tunisia (1994-1996) e Marocco (2001-2005). Tornato in patria, dal 2004 entrò a far parte del consiglio nazionale dell'Istituto della Rivoluzione Romena del 1989 (IRRD), ottenendone la presidenza nel 2018.
Nel 2017 fu rinviato a giudizio per crimini contro l'umanità nell'ambito dell'inchiesta giudiziaria sulla mineriada del giugno 1990. Nel 2018 fu imputato per lo stesso reato nell'ambito dell'inchiesta sulla rivoluzione romena.

## Formazione e carriera professionale durante il regime

### Primi anni
Discendente dalla famiglia del principe Mihail R. Sturdza, ministro degli esteri di Ion Antonescu negli anni quaranta del novecento, Gelu Voican Voiculescu completò gli studi liceali nel 1957 presso la scuola I.L. Caragiale di Bucarest. Si iscrisse, quindi, all'Istituto di ricerche petrolifere della facoltà di geologia dell'Università di Bucarest, dalla quale fu espulso nel 1959 poiché considerato un esponente del movimento reazionario anticomunista contrario alla Repubblica Socialista di Romania, che era al potere dal 1947. Ciò avvenne nel contesto che scaturì dall'ondata repressiva dei regimi comunisti che seguì la rivoluzione ungherese del 1956. Secondo quanto riportato dallo stesso Voiculescu, fu allontanato dall'università poiché portava una croce al collo e si dilettava nella pittura modernista non figurativa.
Lavorò brevemente, quindi, per l'Impresa di trivellazioni di Bucarest, salvo tornare all'università quando gli fu permesso di iscriversi nuovamente alla facoltà di geologia. Completò gli studi universitari nel 1963. Nello stesso anno iniziò la sua attività lavorativa di ingegnere geologo presso il cantiere estrattivo di Videle, per poi trasferirsi, dopo tre anni, all'Istituto di ricerche geologiche per gli idrocarburi, dove lavorò fino al 1970 in qualità di ricercatore. Tra le sue altre attività nel 1966 fu capo del deposito repubblicano di carotaggio.

### Contrasti con la Securitate e periodi di detenzione
Ritenuto dalla polizia politica del regime, la Securitate, un agitatore pericoloso per lo stato, nel 1970 fu arrestato e posto sotto inchiesta con le accuse di attentato alla sicurezza nazionale, tradimento e spionaggio economico. Secondo la polizia, infatti, cercò di attraversare illegalmente il confine tra Ungheria e Austria, presupponendo che avrebbe venduto ad uno stato straniero dei documenti di cui era in possesso. Detenuto per circa tre mesi tra il 6 maggio e il 22 luglio 1970, fu liberato poiché il codice penale di allora puniva solo il passaggio illegale del confine della Romania e non quello tra altri paesi. In seguito ad ulteriori analisi, comunque, la Securitate accertò che i documenti legati all'industria petrolifera romena di cui era in possesso non avevano carattere di segreto di stato come creduto all'inizio. Secondo Voiculescu, in realtà, la stretta sorveglianza e l'arresto erano diretta conseguenza della sua partecipazione alla manifestazione studentesca organizzata dall'attivista anticomunista Ana Șincai nel giorno di natale del 1968.
Grazie all'aiuto di alcuni amici, nel 1970 riuscì a farsi assumere come correttore di bozze per il giornale Viața Românească. Nel 1973 tornò alla professione di geologo, lavorando presso uno studio di progettazione gestito dall'Istituto di progettazione mineraria (IPROMIN), uno dei più grandi della Romania. Dopo la dismissione dell'istituto avvenuta nel 1974, l'ufficio di geotecnica con sede a Bucarest presso il quale lavorava fu trasferito sotto la competenza di un altro ente. In quegli anni effettuò una serie di studi geotecnici per il centro minerario di Roșia Poieni.
Nel 1977 fu nuovamente sottoposto a controlli da parte della Securitate per il suo supposto progetto di attraversare il confine della Romania a bordo di un materassino gonfiabile verso la Bulgaria e, successivamente, la Turchia. Convocato per verifiche, fu tenuto sotto arresto per un giorno.
Fu arrestato per la terza volta nel luglio 1985, subendo una condanna ad un anno e mezzo di reclusione per il reato di truffa ai danni del bene pubblico, a causa della falsificazione di alcuni giustificativi di spesa. Scontò la pena presso il penitenziario di Rahova e fu liberato dopo 11 mesi grazie ad un'amnistia. Secondo la Securitate, inoltre, Voiculescu era sospettato della violazione dell'art.166 del codice penale riguardante la propaganda contraria all'ordine sociale. Voiculescu, infatti, era dedito alla fotocopiatura, alla vendita e allo scambio di libri che non erano legalmente in commercio in Romania. La polizia, sospettando la circolazione di idee non consentite dalla legge, procedette alla loro confisca e chiese un parere al Consiglio della Cultura e l'Educazione Socialista. Secondo un rapporto della Securitate datato 31 maggio 1985 Voiculescu era solito intrattenere rapporti sospetti con stranieri e con cittadini romeni fuggiti dal paese, tra i quali gli esuli anticomunisti in Francia Paul Goma e Dumitru Țepeneag. Per tale motivo fu tenuto sotto stretta osservazione e fu soggetto più volte a perquisizioni domiciliari fra il 1988 e il 1989.
Quando uscì dal carcere venne in contatto con diversi futuri leader della rivoluzione romena del 1989. Fu amico di Aurel Dragoș Munteanu, futuro direttore della Televiziunea Română e personaggio vicino a Ion Iliescu, dissidente del Partito Comunista Romeno (PCR) e figura chiave della rivoluzione. Conobbe, inoltre, Cazimir Ionescu, Silviu Brucan e Sergiu Nicolaescu. Al momento dello scoppio della rivoluzione e della fuga da Bucarest del dittatore Nicolae Ceaușescu, Voiculescu era coordinatore di uno studio idrogeologico per la miniera di Șuior, nella zona di Baia Mare.

## Attività dopo la rivoluzione del 1989

### Partecipazione alla rivoluzione del 1989
Il 22 dicembre 1989 fu uno dei primi ad apparire in televisione per comunicare il successo della rivoluzione e fu tra i firmatari del comunicato tramite il quale veniva istituito un nuovo organo legislativo provvisorio mirato a coprire il vuoto di potere, il Consiglio del Fronte di Salvezza Nazionale (CFSN), del quale fu membro e nel quale Ion Iliescu fu proclamato presidente. Tra i membri del CFSN, che puntava a varare le prime riforme in senso democratico, figuravano politici dissidenti del vecchio regime, intellettuali e militari.
Dopo la cattura dei coniugi Ceaușescu nei dintorni di Târgoviște, Voiculescu fu uno dei più strenui sostenitori della loro condanna a morte, considerata un atto rivoluzionario necessario. Il 25 dicembre, quindi, insieme a Victor Atanasie Stănculescu e Virgil Măgureanu fu delegato dal CFSN, che gli concesse poteri straordinari in qualità di rappresentante della rivoluzione, alla partecipazione al processo organizzato contro l'ex dittatore e la moglie. Dopo la loro esecuzione, il 30 dicembre fu incaricato di coordinare le operazioni di sepoltura al cimitero di Ghencea di Bucarest.
Il riconoscimento del CFSN come nuovo organo di potere concesse ai suoi vertici di ottenere la possibilità di nomina del primo ministro e del consiglio dei ministri, nonché il controllo dell'esercito e dei mezzi di comunicazione di massa in mano allo stato (carta stampata, radio e televisione). Il 28 dicembre, durante la seduta del CFSN che indicò le nomine per la costituzione del governo provvisorio, Voiculescu fu indicato personalmente dal nuovo primo ministro Petre Roman, che lo volle come suo vice primo ministro al fianco di Mihai Drăgănescu.
Il 26 dicembre 1989, tramite un decreto di Iliescu, l'apparato di intelligence della Securitate fu trasferito sotto la competenza del ministero della difesa. Il 31 dicembre, in seguito all'arresto del capo della Securitate Iulian Vlad, quindi, Voiculescu fu nominato comandante della struttura dell'ex Dipartimento di sicurezza dello stato. In tale veste, insieme al ministro della difesa, il generale Nicolae Militaru, si occupò dello smantellamento della Securitate, della gestione dei suoi archivi e, soprattutto, della completa riorganizzazione del sistema dei servizi segreti in Romania. Il 18 gennaio 1990 fu fondato il Serviciul de Informații Externe (SIE), il 1º febbraio nacque la Direzione di informazione e controspionaggio del ministero degli interni (conosciuta come DIPI o UM 0215), mentre il 26 marzo fu creato il Serviciul Român de Informații (SRI). A tal riguardo lo storico Marius Oprea ricordò che in quei giorni, in qualità di vice primo ministro, Voiculescu dormiva al Palazzo Victoria, sede del governo, al fianco degli archivi della Securitate della municipalità di Bucarest, con in mano una pistola.
A livello politico già nei primi giorni del gennaio 1990 emerse nel CFSN la volontà di creare un partito sull'idea dell'ex funzionario comunista Silviu Brucan. Nel febbraio 1990, perciò, Iliescu fondò il partito del Fronte di Salvezza Nazionale (FSN), cui aderì la stragrande maggioranza dei membri del CFSN. Contestualmente questo venne ridenominato Consiglio Provvisorio di Unione Nazionale (CPUN) e vi fu consentita la partecipazione anche dei rappresentanti degli altri partiti che nel frattempo erano stati creati. La piattaforma, tuttavia, ricalcava l'organizzazione del CFSN, per la maggioranza fu composta da membri del FSN e la sua dirigenza fu confermata con pochissime variazioni.
In un clima generale di disordine, tra il 19 il 21 marzo 1990, avvenne il cosiddetto Conflitto interetnico di Târgu Mureș, scontri tra le comunità ungherese e romena avvenuti a Târgu Mureș che causarono 5 morti e centinaia di feriti. Per riprendere il controllo della situazione il governo si ritrovò costretto a fare intervenire l'esercito, che bloccò l'accesso alla città e disperse i manifestanti. Il 22 marzo Voiculescu fu inviato sul luogo da Iliescu per istituire una commissione d'inchiesta. In quell'occasione dichiarò che il governo si sarebbe impegnato per difendere l'integrità del paese e che non avrebbe permesso la perdita di un pezzo della nazione.

### Senatore e ambasciatore in Nordafrica
Alle prime elezioni dell'epoca democratica, nel maggio 1990, il FSN ottenne un plebiscito che gli consentì di controllare 2/3 del parlamento. Candidatosi per il FSN nel distretto di Buzău, Voiculescu fu eletto senatore e nel corso della legislatura fu membro della commissione per la convalida, fino alle sue dimissioni nel marzo 1992. La vittoria del partito del 1990, tuttavia, significò l'intensificarsi delle proteste contrarie al FSN, ritenuto dalle opposizioni come il continuatore dell'ideologia comunista. Subito dopo le elezioni, tra il 13 e il 15 giugno 1990, Iliescu si appellò alle associazioni sindacali dei minatori proveniente dalla valle del Jiu perché ponessero fine con la violenza alle manifestazioni in atto nella capitale. L'evento passò alla storia come mineriada del giugno 1990 e causò 6 morti e centinaia di feriti.
Nel 1994 Voiculescu fu nominato da parte del presidente della repubblica Ion Iliescu ambasciatore straordinario plenipotenziario della Romania in Tunisia. Fu revocato dalla funzione due anni dopo tramite il decreto presidenziale 580 del 22 novembre 1996, dopo che ebbe dichiarato alla stampa di non poter rappresentare all'estero il nuovo presidente della repubblica Emil Constantinescu, la cui elezione era stata sostenuta da un'ampia coalizione di centro-destra avversaria di Iliescu, la Convenzione Democratica Romena.
Dopo le elezioni presidenziali del 2000, che segnarono il ritorno di Iliescu alla presidenza, Voiculescu tornò alla carriera diplomatica, con la nomina ad ambasciatore della Romania in Marocco (decreto presidenziale 496 del 6 luglio 2001). Fece ritorno nel paese solamente nel gennaio 2005, allo scadere del mandato.

### Carriera negli enti di stato
Nel 2004, al momento della fondazione dell'Istituto della rivoluzione romena del dicembre 1989 (romeno: Institutul Revoluției Române din Decembrie 1989, IRRD), ente sotto il controllo del senato nato per preservare la memoria della rivoluzione del 1989 tramite la ricerca storica, Iliescu lo nominò membro del suo collegio nazionale. Fece parte dei consigli direttivi anche di altre istituzioni statali. Primo vicepresidente dell'Organizzazione per la difesa dei diritti dell'uomo (OADO), nel 2006 rivestì temporaneamente la funzione di commissario dell'ente, dopo l'arresto del suo presidente Florentin Scalețchi per corruzione.
Nel 2007 fu accusato di aver collaborato con la Securitate da parte del segretario di stato per i problemi dei rivoluzionari, ma nel 2010 il Consiglio nazionale per lo studio degli archivi della Securitate (CNSAS) lo scagionò da ogni critica.
Nel 2016 rivestì l'incarico di consigliere personale del segretario di stato per il riconoscimento dei meriti dei lottatori contro il regime comunista.
Nel 2017 fu rinviato a giudizio per crimini contro l'umanità nell'ambito dell'inchiesta sulla mineriada del giugno 1990. Malgrado la grave imputazione, nel 2018 riuscì ad arrivare ai vertici dell'IRRD. Il 30 marzo di quell'anno, infatti, il direttore Claudiu Iordache fu costretto alle dimissioni su pressione del collegio nazionale di cui Voiculescu faceva parte. Tra i componenti dell'IRRD che più caldeggiarono per la candidatura di Gelu Voican Voiculescu alla presidenza del consiglio dell'istituto vi fu Cazimir Ionescu, anche lui indagato nell'ambito della stessa inchiesta e suo stretto collaboratore nel corso della rivoluzione del 1989. Voiculescu assunse il nuovo incarico il 3 aprile 2018.
Nell'aprile 2021 fu rimosso dal proprio incarico di direttore del collegio nazionale dell'IRRD dal nuovo presidente Alexandru Mironov (che sostituì Ion Iliescu), pur mantenendo il ruolo di membro.

## Aspetti controversi

### Accusa di collaborazione con la Securitate
Nel 2006 l'ex ufficiale del DIE, dipartimento in subordine alla Securitate, Liviu Turcu, rese pubblica una lista di uomini politici che avevano a vario titolo collaborato con la polizia del regime, tra questi gli ex primi ministri Adrian Năstase e Radu Vasile. Nella lista era incluso anche il nome di Gelu Voican Voiculescu reputato colpevole, ancora alla fine del 1989, di aver richiesto con la forza ad alcuni agenti dei servizi segreti un elenco di informatori romeni nei paesi occidentali. Secondo Turcu esistevano numerose prove documentali del loro coinvolgimento, ma le loro cartelle erano state sottratte dagli archivi e non erano mai giunte al Consiglio nazionale per lo studio degli archivi della Securitate (CNSAS), che aveva competenza in materia. Voiculescu ritenne le accuse infondate, ribadendo di essersi costantemente opposto al sistema repressivo della dittatura. Nel gennaio 2007, quindi, il segretario di stato per i problemi dei rivoluzionari chiese un parere al CNSAS, sospettando che Voiculescu fosse l'informatore indicato nei rapporti della Securitate con i nomi in codice di Virgil (1973), Viorel e Călugărul (1977-1985).
Nel febbraio 2010 l'analisi del suo caso giunse al consiglio del nazionale del CNSAS, all'interno del quale Cazimir Ionescu fu tra i suoi maggiori difensori. Secondo Ionescu, Voiculescu, con il quale aveva cooperato strettamente durante la rivoluzione, era stato più volte perseguitato e percosso dagli agenti della polizia politica al fine di ottenere delle informazioni. Per tale motivo non riteneva possibile che potesse aver cospirato a favore del regime, specialmente dal momento che secondo lui non esisteva nessun rapporto che indicava Voican Voiculescu con un nome in codice, prassi comune per gli informatori della Securitate. Mentre il presidente del consiglio del CNSAS Dragoș Petrescu si dimostrò favorevole alla trasmissione degli atti riguardanti Voiculescu alla procura, la maggioranza del consiglio si espresse contro, scagionandolo dalle accuse. La sentenza fu resa nota in giugno.
Nello stesso mese emerse la notizia che nel 1984 il maestro di yoga, disciplina vietata dal regime, Gregorian Bivolaru fu arrestato in flagranza e internato in un ospedale psichiatrico fino al 1989 in seguito alle dichiarazioni fornite della fonte della Securitate Călugărul, pseudonimo collegato a Voiculescu. La fonte definiva Bivolaru come un soggetto capace di far presa solo sui deboli e gli esaltati, pericoloso per le sue idee vicine all'esoterismo, lo spiritismo, l'ipnotismo e le scienze occulte. Secondo Călugărul, inoltre la disciplina che insegnava e la sua formazione lo rendevano un soggetto difficilmente recuperabile tramite i metodi di coercizione classici. Voiculescu non negò di aver rilasciato una deposizione alla Securitate, ma affermò di averlo fatto sotto minaccia e solo a fin di bene, in modo da dipingere Bivolaru, di cui era amico, come un uomo mentalmente instabile, in modo da evitargli pene peggiori.
Contro la decisione del CNSAS annunciarono un appello il presidente dell'Associazione delle Vittime delle Mineriade Viorel Ene e il partecipante alla rivoluzione di Timișoara Marius Mioc, che minacciarono di chiamare a testimoniare i diciassette allievi di Bivolaru che si trovavano con lui al momento dell'arresto.

### Rinvio a giudizio per crimini contro l'umanità per la mineriada del 1990
Nel 2017 Voiculescu fu rinviato a giudizio al fianco di numerosi leader del CFSN per i fatti della mineriada del giugno 1990 con l'accusa di crimini contro l'umanità.
Gli eventi del 13-15 giugno 1990 furono oggetto di lunghissime indagini, viziate da errori di forma e rallentamenti del procedimento giudiziario che portarono, nel giugno del 2009 all'archiviazione del caso senza l'avvio di un processo. Nel 2014 la Corte europea dei diritti dell'uomo tramite una sentenza datata 17 settembre obbligò la Romania a riprendere le indagini, sottolineando il vincolo del paese a rendere giustizia alle vittime di crimini contro l'umanità, a prescindere dal tempo trascorso dagli eventi. Il 5 febbraio 2015, perciò, il procuratore generale dispose la riapertura del fascicolo rispettivo.
Il 23 dicembre 2016 fu comunicato l'avvio del procedimento penale, mentre il 13 giugno 2017 fu confermato il rinvio a giudizio degli imputati. Secondo la requisitoria presentata dai procuratori militari, già nei giorni dell'11 e 12 giugno 1990 le autorità avevano deliberatamente progettato di attaccare in maniera violenta i manifestanti che si trovavano in piazza dell'università a Bucarest, che invocavano l'applicazione dell'art.8 della proclamazione di Timișoara e che esprimevano in modo pacifico le proprie opinioni politiche, che erano in contrasto con quelle della maggioranza politica di quel momento. Nell'attacco, messo in pratica il 13 giugno, erano state coinvolte illegalmente forze del ministero dell'interno, del ministero della difesa, del Serviciul Român de Informații (SRI) e oltre 10.000 minatori e altri operai provenienti da diverse parti del paese. Tra gli inquisiti figuravano nomi importanti della rivoluzione come Ion Iliescu (all'epoca dei fatti presidente del CPUN), Petre Roman (primo ministro), Gelu Voican Voiculescu (vice primo ministro), Virgil Măgureanu (direttore del SRI), Cazimir Ionescu (vicepresidente del CPUN) e Miron Cozma (leader sindacale dei minatori).
Il 20 febbraio 2018 ebbe luogo la prima udienza del processo presso la corte militare di appello del tribunale di Bucarest.

### Rinvio a giudizio per crimini contro l'umanità per la rivoluzione del 1989
Il 21 dicembre 2018 la sezione militare della procura generale annunciò il rinvio a giudizio per crimini contro l'umanità di Ion Iliescu, Gelu Voican Voiculescu e altri due imputati nell'ambito dell'inchiesta sulla rivoluzione romena del 1989.
Secondo gli inquirenti Voiculescu con le sue frequenti apparizioni televisive e con l'emissione di comunicati stampa avrebbe indotto in errore i cittadini, contribuendo allo sviluppo di una psicosi terroristica su vasta scala. Insieme ad Iliescu era accusato di aver partecipato a delle operazioni di disinformazione per far credere alla popolazione che esistesse il pericolo di rappresaglie terroristiche da parte di alcuni presunti militanti fedeli al dittatore, in modo da giustificare agli occhi dei cittadini l'uccisione dei Ceaușescu. Voiculescu, inoltre, avrebbe permesso la realizzazione di una complessa attività di disorientamento a livello nazionale, messa in pratica dai vertici delle forze armate, senza intervenire per bloccarla.
Lo stato di psicosi terroristica, generato dalla situazione di confusione supportata coscientemente dai vertici del CFSN malgrado l'inesistenza di un nemico reale, sarebbe stato alla base di situazioni di fuoco fratricida, contrasti armati caotici e ordini contraddittori trasmessi alle unità militari, che tra il 22 e il 30 dicembre 1989 avrebbero causato 862 morti, 2.150 feriti, gravi limitazioni alla libertà di centinaia di persone e profonde lesioni a livello psichico.

## Vita privata
Dopo la rivoluzione sposò in seconde nozze la moglie Carmen, nata nel 1959. Nel 1990 prese in affitto una villa nel quartiere Primăverii di Bucarest di proprietà dell'amministrazione del patrimonio di stato. Fino al 2007 pagò una somma mensile nominale (circa 40 euro), che nel 2008 fu adeguata ai prezzi reali di mercato (circa 3.400 euro).
Fu appassionato di astrologia ed esoterismo.